# 默内特吕-勒维尼奥布勒
默内特吕-勒维尼奥布勒（法語：Menétru-le-Vignoble，法語發音：[mənetʁy lə viɲɔbl]）是法国汝拉省的一个市镇，位于该省中部略偏西，属于隆斯勒索涅区。该市镇总面积5.88平方公里，2009年时的人口为155人。

## 人口
默内特吕-勒维尼奥布勒人口变化图示